# Rouvray-Sainte-Croix
Rouvray-Sainte-Croix es una comuna francesa situada en el departamento de Loiret, en la región de Centro-Valle del Loira.

## Demografía
| 176 | 144 | 119 | 122 | 133 | 131 | 139 |
| Para los censos de 1962 a 1999 la población legal corresponde a la población sin duplicidades (Fuente: INSEE [Consultar]) |     |     |     |     |     |     |